# Джалу (оазис)
Джа́лу, или Джало (араб. جالو‎) — оазис в Ливийской пустыне на северо-востоке Ливии, расположенный к западу от Великого песчаного моря и примерно в 250 км к юго-востоку от залива Сидра (Большой Сирт) в исторической области Киренаика. Оазис довольно большой, 19 километров в длину и до 11 километров в ширину, в нём расположено несколько населённых пунктов, крупнейшим из которых является город Джалу. Джалу был административной столицей округа Джалу с 1983 по 1988 год, после чего этот район стал частью округа Адждабия, а с 2007 года, согласно новому делению входит в муниципалитет Эль-Вахат.
Благодаря своему расположению и обильному источнику воды, он имел стратегическое значение во время Североафриканской кампании во время Второй мировой войны и несколько раз переходил то к войскам союзников, то к войскам стран Оси.
Население 4,5 тыс. чел. (1980 год), в основном берберы. В оазисе у берберского населения есть свой язык под названием ауджила.
Оазис Джалу считался одной из наиболее удобных точек для наблюдения за солнечным затмением 2006 года.
Вода в оазисе Джалу довольно солёная (3880 частей на миллион). Вода щёлочная с рН 7,4 и очень жёсткая из-за большого количества растворённых солей в дополнение к хлориду натрия.